# Wang Hui (Dinastia Qing)
Advertiment: existeix un Wang Hui, intel·lectual i professor i de llengua xinesa.

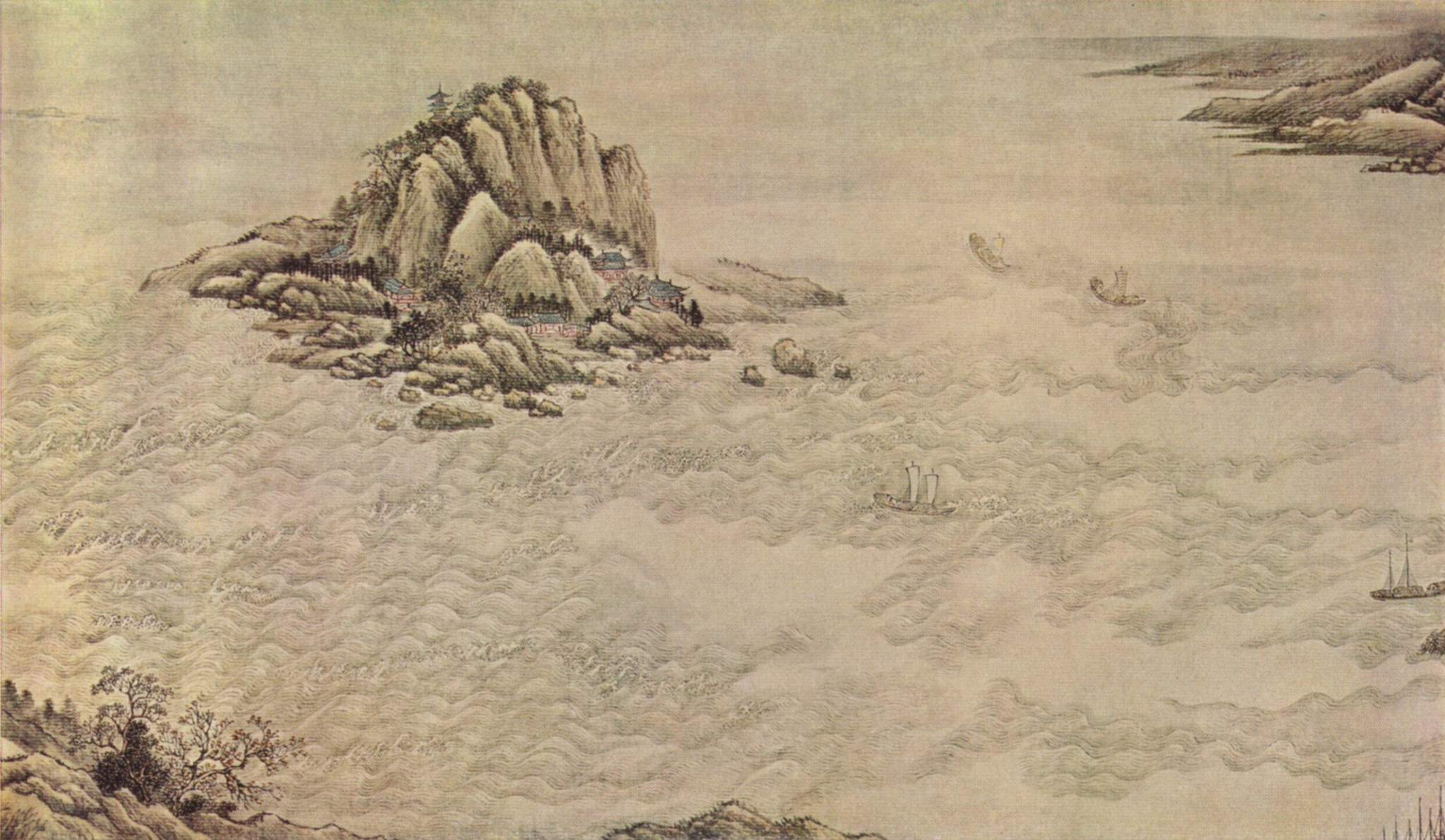
Wang Hui, Mil milles a través del Iang Tsé 1700

Wang Hui (xinès simplificat: 王翚; xinès tradicional: 王翬; pinyin: Wáng Huī) fou un pintor paisatgista xinès nascut el 1632 a Changshu província de Jiangsu i mort el 1717.
Wang Hui fou un dels denominats “Quatre Wang” (grup integrat per aquest autor, Wang Shimin, Wang Jian, Wang Hui i Wang Yuanqi) que significava l'ortodòxia artística durant la darrera dinastia Ming i la nova dinastia Qing. Essent Wang Hui el més conegut amb obres repartides entre diversos museus del món (com Pequín, Xangai i Taipei). Quan pintava muntanyes verticals amb pinzellades intenses per reproduir les forces de la natura, s'inspirava en el mestre Guan Tong del segle x, Una de les seves obres més conegudes és l'encàrrec que li va fer l'emperador regent Kangxi en els seus viatges al sud de la Xina (1684 i 1689). L'any 2008 diversos museus van cedir obres al Metropolitan Museum of Art de Nova York per a l'exposició "Paisatges clars i radiants”: l'art de Wang Hui (1632-1717)".